# Ginchy
Ginchy é uma comuna francesa na região administrativa de Altos da França, no departamento de Somme. Estende-se por uma área de 5,92 km². Em 2010 a comuna tinha 64 habitantes (densidade: 10,8 hab./km²).